# Vorsicht Sehnsucht
Vorsicht Sehnsucht (Originaltitel: Les Herbes folles) ist eine französische Literaturverfilmung von Alain Resnais aus dem Jahr 2009. Sie basiert auf dem Roman L’Incident von Christian Gailly aus dem Jahr 1996.

## Handlung
Kurz nachdem sich die Zahnärztin und Hobbypilotin Marguerite Muir ein teures Paar Schuhe gekauft hat, entreißt ihr ein Skater die Handtasche.  Sie zeigt den Diebstahl aber nicht an, sondern tauscht die Schuhe um. Wenig später findet Georges Palet die von dem Dieb weggeworfene Geldbörse Marguerites. Er versucht Marguerite am Telefon zu erreiche, und er beginnt sich für die Frau zu interessieren, die er nur von zwei Passbildern her kennt: Auf dem Bild in ihrem Personalausweis schaut sie ernst, während sie auf jenem im Pilotenschein lächelt. Da er sie nicht erreichen kann, gibt er das Portemonnaie bei der Polizei ab.
Als Georges gerade mit seiner Familie beim Abendessen ist, ruft Marguerite an und bedankt sich bei Georges. Ein persönliches Treffen, das er geradezu einfordern will, lehnt sie zu seinem Ärger jedoch ab. Am nächsten Tag schreibt er ihr einen Entschuldigungsbrief hinterlegt. Er schreibt Marguerite nun öfter, sie antwortet kurz und ablehnend. Seine Mitteilungen auf ihrem Anrufbeantworter ignoriert sie, bis sie ihn eines Tages telefonisch auffordert, er möge sie in Ruhe lassen. Am nächsten Tag sind alle Reifen an ihrem Auto aufgeschlitzt. Marguerite geht zur Polizei und bittet die Beamten, Georges zuzureden und sie in Ruhe zu lassen. Von einer Anzeige will sie absehen.
Die Intervention der Polizei zeigt Wirkung, Georges versucht Marguerite zu vergessen. Die sucht nun ihrerseits den Kontakt zu Georges. Sie ruft ihn an und hat seine Frau Suzanne am Apparat, die ihr erzählt, dass Georges im Kino sei und sich dort Die Brücken von Toko-Ri ansehe. Marguerite fährt hin und überredet Georges zu einer Aussprache in einem Café. Als Marguerite die Einladung zu einem gemeinsamen Flug mit Georges’ Frau ausspricht, verlässt dieser enttäuscht das Café.
Marguerite sieht sich daraufhin nicht in der Lage zu arbeiten und wird von ihrer Freundin und Kollegin Josépha aufgebaut. Sie besuchen eine Galerie, wo Marguerite sich spontan entschließt, bei Georges vorbeizufahren. Dort trifft sie auf Suzanne und die beiden Frauen unterhalten sich. Josépha wartet im Auto und wird von dem betrunken heimkehrenden Georges überrascht und geküsst. Sie gehen zusammen ins Haus, wo der Anblick von Marguerite Georges wütend macht – er setzt sie vor die Tür. Trotzdem lädt Marguerite Georges und Suzanne zu einer Flugstunde ein. Beide kommen auf persönlichen Wunsch von Josépha zum Hangar, wo Georges zur Toilette geht und anschließend den Hosenschlitz nicht wieder schließen kann. Auf dem Gang trifft er danach auf Marguerite und die beiden küssen sich.
Obwohl Fin (Ende) eingeblendet wird, läuft die Handlung weiter.
Marguerite, Georges und Suzanne unternehmen einen Rundflug mit Marguerite am Steuer und Georges auf dem Nebensitz. Nachdem Marguerite Georges das Steuer überlassen hat, entdeckt sie seine offene Hose, was Georges so unangenehm ist, dass er das Steuer verreißt. Das Flugzeug erscheint nun von außen wie bei einem Kunstflug, obwohl es dafür nicht geschaffen ist. Der Film endet mit der Frage eines Mädchen an seine Mutter: Wäre sie eine Katze, könnte sie dann Kroketten essen? („Maman, quand je serai un chat, je pourrai manger des croquettes?“).

## Kritik
Variety vermutete, dass Vorsicht Sehnsucht ein Film für Resnais-Fans sei, jedoch möglicherweise außerhalb der Arthouse-Szene kaum Beachtung finden werde. Resnais habe aus der Romanvorlage eine oft schwer zu fassende, aber kaum fehlgeleitete Filmversion geschaffen. Reel Film bewertete Vorsicht Sehnsucht als exzentrischen und eigentlich nicht ansehbaren Versuch eines Films, der mit zunehmender Dauer keine Handlung mehr aufweise. Am Ende sei der Film ein „hoffnungslos fehlgeleitetes und durch und durch langweiliges Stück, das selbst Resnais’ untergebenste Fans kaum überzeugen dürfte.“
Die Zeit lobte das Werk als „Film über die Freiheit, freudige Haltlosigkeit und den wunderbaren Leichtsinn des Kinos, die uns ein fast neunzigjähriger Regisseur vor Augen führt“. Für das Lexikon des internationalen Films handelte es sich um einen „surreal-absurd[en] Film“ mit „boulevardesk-verspielte[m] Ton“, der sich als „berauschende Literaturadaption […] souverän aller Konventionen entledigt“.

## Auszeichnungen
Vorsicht Sehnsucht war 2009 im Wettbewerb der Filmfestspiele von Cannes vertreten. Alain Resnais wurde dort mit dem Preis für sein Lebenswerk ausgezeichnet.

## Synchronisation
Die deutsche Synchronfassung entstand bei der Berliner Synchron. Dialogbuch und -regie übernahm Beate Klöckner.
| Rolle               | Darsteller          | Synchronsprecher    |
| ------------------- | ------------------- | ------------------- |
| Marguerite Muir     | Sabine Azéma        | Marie Gruber        |
| Georges Palet       | André Dussollier    | Reinhard Kuhnert    |
| Suzanne             | Anne Consigny       | Vera Teltz          |
| Josépha             | Emmanuelle Devos    | Claudia Gáldy       |
| Bernard de Bordeaux | Mathieu Amalric     | Olaf Reichmann      |
| Lucien d’Orange     | Michel Vuillermoz   | Stefan Staudinger   |
| Erzähler            | Édouard Baer        | Stephan Benson      |
| Nachbarin           | Annie Cordy         | Monica Bielenstein  |
| Elodie              | Sara Forestier      | Britta Steffenhagen |
| Jean-Mi             | Nicolas Duvauchelle | Tobias Nath         |
| Marcelin Palet      | Vladimir Consigny   | Tim Sander          |